# Biserica reformată din Bățanii Mari
Biserica reformată din Bățanii Mari este un monument istoric aflat pe teritoriul satului Bățanii Mari; comuna Bățani.